# Третий цветной канал ОРТФ
Третий цветной канал ОРТФ (франц. La troisième chaîne couleur de l’ORTF) — 3-я телепрограмма во Франции с 31 декабря 1972 года до 5 января 1975 года, вещание по которой велось Управлением французского радиовещания и телевидения.

## Передачи
Включал в себя:
- выпуски информационной программы «Энтер 3» («Inter 3») в 22.30;
- премьеры и повторы выпусков тележурналов, премьеры и повторы документальных телефильмов и эпизодов документальных телесериалов;
- премьеры и повторы выпусков телешоу;
- реклама в частично ограниченном количестве (доходы от рекламы не могли превышать 25% всего финансирования учреждения).